# Лыжные гонки на зимней Универсиаде 2019
Лыжные гонки на зимней Универсиаде 2019 — соревнования по Лыжным гонкам в рамках зимней Универсиады 2019 года прошли с 3 марта по 12 марта в российском городе Красноярск, на территории спортивно-тренировочного комплекса «Академия зимних видов спорта». Были разыграны 11 комплектов наград.

## История
Соревнования по Лыжным гонкам на Универсиадах является неотъемлемой частью этого спортивного праздника для студентов, так как ещё на самой первой Универсиаде в Шамони в 1960 году этот вид спорта был представлен. Это вид программы является обязательным для зимних Универсиад.
На прошлой Универсиаде в Казахстане спортсмены студенты из России сумели завоевать 9 золотых медалей. В женской части программы равных российским лыжницам не нашлось. По три золотые медали домой увезли лыжники из России Лилия Васильева и Дмитрий Ростовцев. Спортсмены Казахстана смогли добыть две медали высшего достоинства. Примечательно, что первую значимую медаль в лыжных гонках (бронзовую на Универсиаде 2017) для своей страны Армении принёс Сергей Микаелян.
Программа настоящих игр по сравнению с предыдущими не изменилась, были также разыграны одиннадцать комплектов наград. Все дисциплины повторяют программу прошлой Универсиады (спринт, масс-старт, гонка с раздельным стартом, гонка преследования и три эстафеты).

## Правила участия
В соответствии с Положением FISU, лыжники должны соответствовать следующим требованиям для участия во Всемирной универсиаде (статья 5.2.1):
- До соревнований допускаются студенты обучающиеся в настоящее время в высших учебных заведениях, либо окончившие ВУЗ не более года назад.
- Все спортсмены должны быть гражданами страны, которую они представляют.
- Участники должны быть старше 17-ти лет, но младше 28-ми лет на 1 января 2019 года (то есть допускаются только спортсмены родившиеся между 1 января 1991 года и 31 декабря 2001 года).

Все виды программы проводятся и судятся по международным правилам проведения соревнований по лыжным гонкам.

## Календарь
| ЦО | Церемония открытия | ● | Квалификации | 2 | Финалы соревнований | ЦЗ | Церемония закрытия |

| Март         | 01 Пт | 02 Сб | 03 Вс | 04 Пн | 05 Вт | 06 Ср | 07 Чт | 08 Пт | 09 Сб | 10 Вс | 11 Пн | 12 Вт | Соревнования |
| ------------ | ----- | ----- | ----- | ----- | ----- | ----- | ----- | ----- | ----- | ----- | ----- | ----- | ------------ |
| Лыжные гонки | ЦО    |       | 2     | 2     |       | 2     |       | 1     | 2     |       | 1     | 1     | 11           |

## Результаты

### Мужчины
| Дисциплина                            | Золото                                                                    | Золото    | Серебро                                                             | Серебро           | Бронза                                                                           | Бронза            |
| ------------------------------------- | ------------------------------------------------------------------------- | --------- | ------------------------------------------------------------------- | ----------------- | -------------------------------------------------------------------------------- | ----------------- |
| 10 км классическим стилем Протокол    | Иван Якимушкин                                                            | 26:00.6   | Антон Тимашов                                                       | 26:16.3 (+15.7)   | Иван Кириллов                                                                    | 26:18.8 (+18.2)   |
| Гонка преследования на 10 км Протокол | Иван Якимушкин                                                            | 23:03.5   | Антон Тимашов                                                       | 23:15.3 (+11.8)   | Иван Кириллов                                                                    | 23:15.5 (+12.0)   |
| Масс-старт на 30 км Протокол          | Наото Баба                                                                | 1:10:20.9 | Кирилл Киливнюк                                                     | 1:10:51.7 (+30.8) | Илья Порошкин                                                                    | 1:10:56.7 (+35.8) |
| Спринт Протокол                       | Александр Терентьев                                                       | 2:49.39   | Асет Дюсенов                                                        | 2:49.41           | Андрей Собакарёв                                                                 | 2:51.46           |
| Эстафета Протокол                     | Россия · Иван Кириллов · Антон Тимашов · Кирилл Киливнюк · Иван Якимушкин | 1:15:22.2 | Казахстан · Иван Люфт · Асет Дюсенов · Никита Гридин · Олжас Климин | 1:16:48.8         | Финляндия · Юуссо Мякела · Йонас Сарккинен · Вальтери Винканарью · Джоэль Иконен | 1:17:09.1         |

### Женщины
| Дисциплина                             | Золото                                                         | Золото  | Серебро                                                | Серебро        | Бронза                                                           | Бронза         |
| -------------------------------------- | -------------------------------------------------------------- | ------- | ------------------------------------------------------ | -------------- | ---------------------------------------------------------------- | -------------- |
| 5 км Протокол                          | Алиса Жамбалова                                                | 14:48.6 | Екатерина Смирнова                                     | 14:52.3 (+3.7) | Яна Кирпиченко                                                   | 14:52.4 (+3.8) |
| Гонка преследования на 5 км Протокол   | Алиса Жамбалова                                                | 12:42.9 | Екатерина Смирнова                                     | 12:43.6 (+0.7) | Яна Кирпиченко                                                   | 12:51.9 (+9.0) |
| Масс-старт на 15 км Протокол           | Алиса Жамбалова                                                | 38:39.8 | Екатерина Смирнова                                     | 38:40.9 (+1.1) | Яна Кирпиченко                                                   | 38:45.4 (+5.6) |
| Спринт Протокол                        | Петра Гинчицова                                                | 2:47.34 | Христина Мацокина                                      | 2:48.14        | Полина Некрасова                                                 | 2:48.54        |
| Эстафета Протокол (недоступная ссылка) | Россия · Яна Кирпиченко · Екатерина Смирнова · Алиса Жамбалова | 43:01.3 | Япония · Козуэ Такизава · Шиори Йокогама · Мики Кодама | 44:33.7        | Италия · Мартина Беллини · Франческа Франчи · Иления Дефранческо | 44:56.4        |

### Командные соревнования
| Дисциплина                                   | Золото                                             | Золото   | Серебро                                        | Серебро           | Бронза                                          | Бронза            |
| -------------------------------------------- | -------------------------------------------------- | -------- | ---------------------------------------------- | ----------------- | ----------------------------------------------- | ----------------- |
| Смешанная командная спринт эстафета Протокол | Россия 1 · Александр Терентьев · Христина Мацокина | 22:11.37 | Россия 2 · Андрей Собакарёв · Полина Некрасова | 22:22.02 (+10.65) | Финляндия 1 · Йонас Сарккинен · Катри Люлюнперя | 22:29.26 (+17.89) |

## Медальный зачёт в лыжных гонках
| Место | Страна    | Золото | Серебро | Бронза | Всего |
| ----- | --------- | ------ | ------- | ------ | ----- |
| 1     | Россия    | 9      | 8       | 8      | 25    |
| 2     | Япония    | 1      | 1       | 0      | 2     |
| 3     | Чехия     | 1      | 0       | 0      | 1     |
| 4     | Казахстан | 0      | 2       | 0      | 2     |
| 5     | Финляндия | 0      | 0       | 2      | 2     |
| 6     | Италия    | 0      | 0       | 1      | 1     |
| Всего | Всего     | 11     | 11      | 11     | 33    |

## Состав жюри
Технический делегат FIS - Александр Велещук (Alexandr Velechshuk), Германия.

Директор гонок FISU - Зофия Келпиньская (Zofia Kiełpińska), Польша.

Ассистент технического делегата FIS - Марко Луштрек (Marko LUSTREK), Словения.

Главный судья - Игорь Беломестнов, Россия.

Национальный ассистент технического делегата - Виктор Григорьев, Россия.